# أكرم توفيق
أكرم توفيق محمد حسن لاعب كرة قدم مصري من نتاج قطاع الناشئين لنادي إنبي ، يلعب حاليًا للنادي الأهلي قادمًا من نادي إنبي في صيف 2016 ، حيث يلعب في مركز الوسط الدفاعي كما يمكنه اللعب في مركز الظهير الأيمن ، وهو شقيق اللاعب عبد العزيز توفيق واللاعب أحمد توفيق ، ولعب لمنتخب مصر للشباب ويُعد أحد أصغر اللاعبين سنًا في قائمة الأهلي مما يضعه في خانة اللاعبين الذين يشكلون مستقبل الفريق. وانضم للأهلي قادمًا من نادي إنبي، ثم أعير إلى نادي الجونة مع بداية موسم 2018/2019 ثم إلى النادي الأهلي وحاليا إلى نادي الشمال القطري .

## إحصائيات مشاركاته
آخر تحديث في 3 يوليو 2018

### مع الأندية
| الفريق | الموسم    | الدوري  | الدوري | الكأس   | الكأس | البطولات القارية | البطولات القارية | بطولات أخرى | بطولات أخرى | الإجمالي | الإجمالي |
| الفريق | الموسم    | مشاركات | أهداف  | مشاركات | أهداف | مشاركات          | أهداف            | مشاركات     | أهداف       | مشاركات  | أهداف    |
| ------ | --------- | ------- | ------ | ------- | ----- | ---------------- | ---------------- | ----------- | ----------- | -------- | -------- |
| إنبي   | 2015–2016 | 18      | 0      | 2       | 0     | 3                | 0                | —           | —           | 23       | 0        |
| إنبي   | الإجمالي  | 18      | 0      | 2       | 0     | 3                | 0                | —           | —           | 23       | 0        |
| الأهلي | 2016–2017 | 5       | 0      | 2       | 0     | 0                | 0                | 2           | 0           | 9        | 0        |
| الأهلي | 2017–2018 | 4       | 0      | 0       | 0     | 0                | 0                | 0           | 0           | 4        | 0        |
| الأهلي | الإجمالي  | 9       | 0      | 2       | 0     | 0                | 0                | 2           | 0           | 13       | 0        |

## روابط خارجية
- أكرم توفيق على موقع الاتحاد الأوربي (الإنجليزية)
- أكرم توفيق على موقع إي إس بي إن إف سي (الإنجليزية)
- أكرم توفيق على موقع قاعدة بيانات كرة القدم.إي يو (الإنجليزية)
- أكرم توفيق على موقع ناشيونال فوتبول تيمز (الإنجليزية)
- أكرم توفيق على موقع Soccerbase.com (لاعب) (الإنجليزية)
- أكرم توفيق على موقع Soccerway.com (الإنجليزية)
- أكرم توفيق على موقع عالم كرة القدم.نت (الإنجليزية)
- أكرم توفيق على موقع أوليمبيديا (الإنجليزية)